# 台灣好行慈湖線
台灣好行大溪快線，為交通部觀光局台灣好行其中之路線，由桃園客運、中壢客運營運，原為台灣好行慈湖線，2019年5月1日調整行駛路線並改名為台灣好行大溪快線。

## 路線基本資料
| 往程 | 站名           | 返程 |
| ---- | -------------- | ---- |
| 1    | 高鐵桃園站     | 7    |
| 2    | 大江購物中心   | 6    |
| 3    | 原住民文化會館 | 5    |
| 4    | 和平老街       | 4    |
| 5    | 大溪老街       | 3    |
| 6    | 大溪陵寢       | 2    |
| 7    | 慈湖           | 1    |

### 收費方式
- 一日券：上車購票，可享當日不限次數上下車。
- 電子票證：可使用悠遊卡、一卡通，上下車皆須刷卡，使用桃園市民卡乘車享有基本里程買一送一及收費上限全票60元、學生票45元、半票30元優惠[1]。

## 圖片

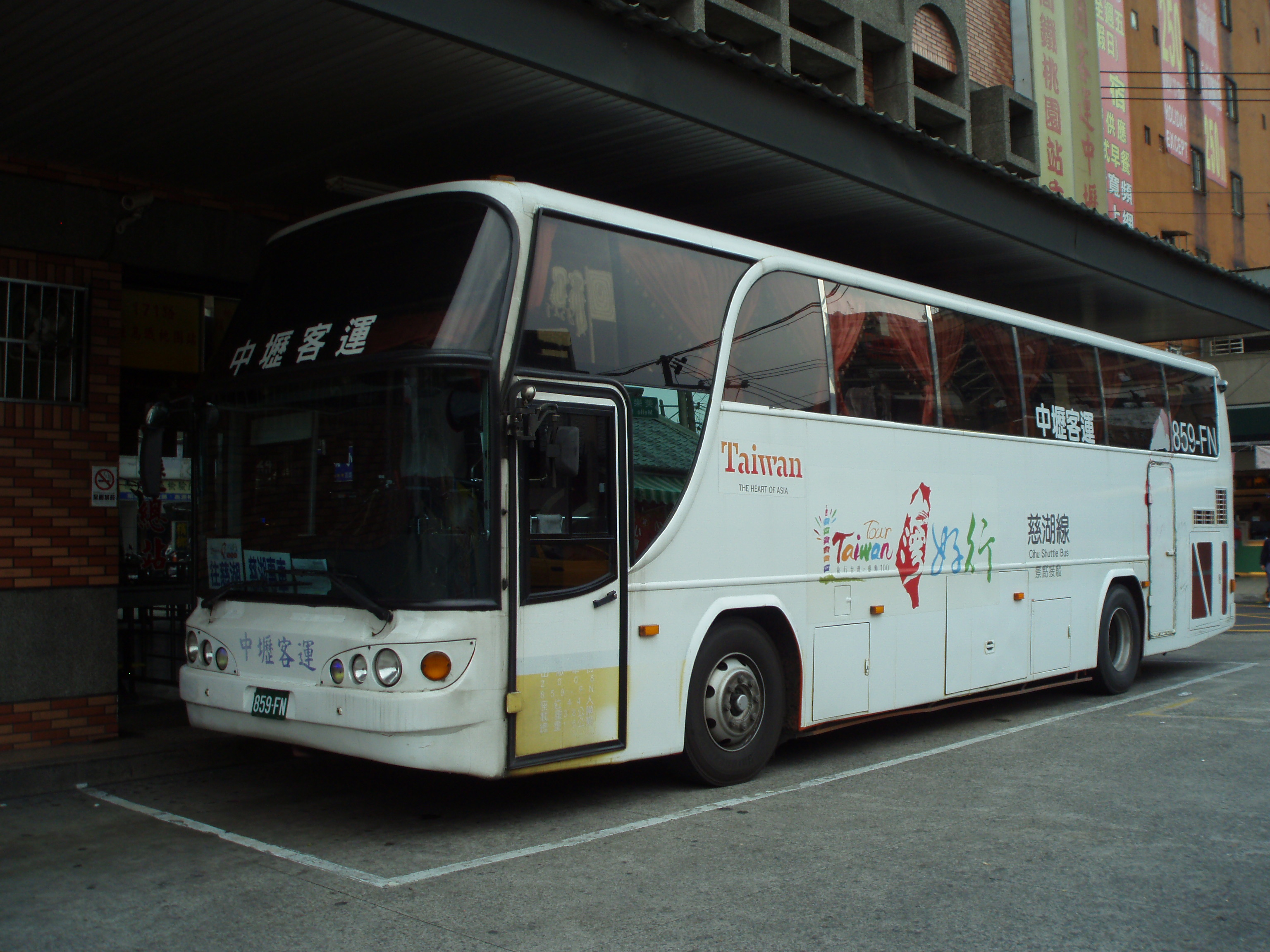
2008 RN8JRSA，台灣好行觀光巴士慈湖線，現已轉為市區公車用途
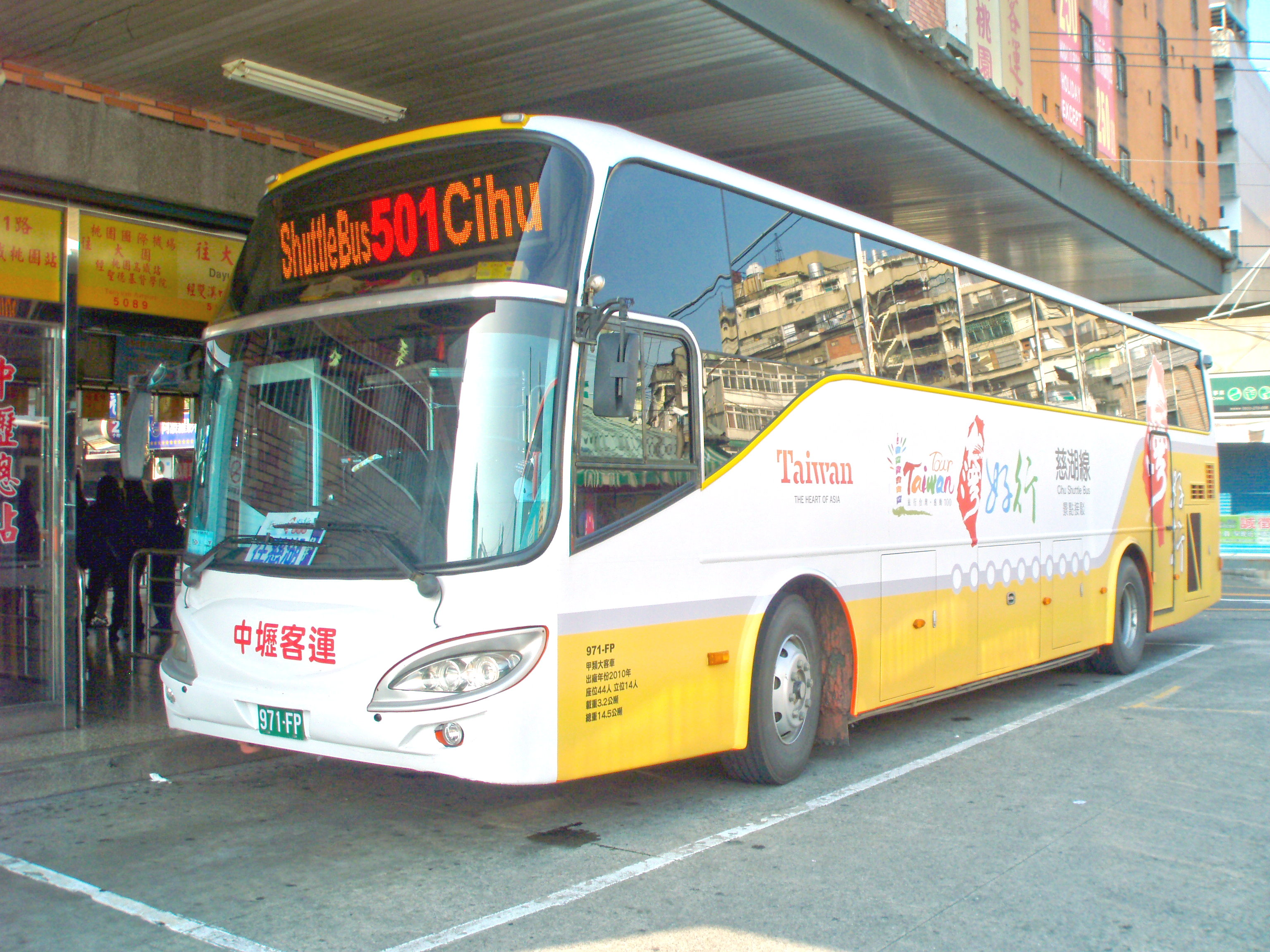
2010 RK8JRSA，台灣好行觀光巴士慈湖線